# Evezés az 1928. évi nyári olimpiai játékokon
Az 1928. évi nyári olimpiai játékokon az evezésben hét versenyszámban osztottak érmeket.

## Éremtáblázat
(A rendező ország csapata eltérő háttérszínnel, az egyes számoszlopok legmagasabb értéke, vagy értékei vastagítással kiemelve.)
| Az 1928. évi nyári olimpiai játékok éremtáblázata evezésben | Az 1928. évi nyári olimpiai játékok éremtáblázata evezésben | Az 1928. évi nyári olimpiai játékok éremtáblázata evezésben | Az 1928. évi nyári olimpiai játékok éremtáblázata evezésben | Az 1928. évi nyári olimpiai játékok éremtáblázata evezésben | Olimpia  |
| ----------------------------------------------------------- | ----------------------------------------------------------- | ----------------------------------------------------------- | ----------------------------------------------------------- | ----------------------------------------------------------- | -------- |
|                                                             | Ország                                                      | Arany                                                       | Ezüst                                                       | Bronz                                                       | Összesen |
| 1.                                                          | Egyesült Államok (USA)                                      | 2                                                           | 2                                                           | 1                                                           | 5        |
| 2.                                                          | Nagy-Britannia (GBR)                                        | 1                                                           | 2                                                           | 1                                                           | 4        |
| 3.                                                          | Svájc (SUI)                                                 | 1                                                           | 1                                                           | 0                                                           | 2        |
| 4.                                                          | Olaszország (ITA)                                           | 1                                                           | 0                                                           | 1                                                           | 2        |
| 5.                                                          | Ausztrália (AUS)                                            | 1                                                           | 0                                                           | 0                                                           | 1        |
| 5.                                                          | Németország (GER)                                           | 1                                                           | 0                                                           | 0                                                           | 1        |
|                                                             |                                                             |                                                             |                                                             |                                                             |          |
| 7.                                                          | Kanada (CAN)                                                | 0                                                           | 1                                                           | 1                                                           | 2        |
| 8.                                                          | Franciaország (FRA)                                         | 0                                                           | 1                                                           | 0                                                           | 1        |
|                                                             |                                                             |                                                             |                                                             |                                                             |          |
| 9.                                                          | Ausztria (AUT)                                              | 0                                                           | 0                                                           | 1                                                           | 1        |
| 9.                                                          | Belgium (BEL)                                               | 0                                                           | 0                                                           | 1                                                           | 1        |
| 9.                                                          | Lengyelország (POL)                                         | 0                                                           | 0                                                           | 1                                                           | 1        |
|                                                             |                                                             |                                                             |                                                             |                                                             |          |
| Összesen                                                    | Összesen                                                    | 7                                                           | 7                                                           | 7                                                           | 21       |

## Érmesek
| Az 1928. évi nyári olimpiai játékok érmesei evezésben | | | |
| Versenyszám                                           | Arany | Ezüst | Bronz |
| Egypárevezős                                          | Henry Pearce · Ausztrália (AUS) | Kenneth Myers · Egyesült Államok (USA) | Theodore Collet · Nagy-Britannia (GBR) |
| Kétpárevezős                                          | Egyesült Államok (USA) · Paul Costello · Charles McIlvaine | Kanada (CAN) · Joseph Wright, Jr. · Jack Guest | Ausztria (AUT) · Leo Losert · Viktor Flessl |
| Kormányos nélküli kettes                              | Németország (GER) · Bruno Müller · Kurt Moeschter | Nagy-Britannia (GBR) · Terence O'Brien · Robert Nisbet | Egyesült Államok (USA) · Paul McDowell · John Schmitt |
| Kormányos kettes                                      | Svájc (SUI) · Hans Schöchlin · Karl Schöchlin · Hans Bourquin | Franciaország (FRA) · Armand Marcelle · Edouard Marcelle · Henri Préaux                                                                                                  | Belgium (BEL) · Léon Flament · François de Coninck · Georges Anthony                                                                                       |
| Kormányos nélküli négyes                              | Nagy-Britannia (GBR) · John Lander · Michael Warriner · Richard Beesly · Edward Vaughan Bevan                                                                                      | Egyesült Államok (USA) · Charles Karle · William Miller · George Healis · Ernest Bayer                                                                                   | Olaszország (ITA) · Cesare Rossi · Pietro Freschi · Umberto Bonadè · Paolo Gennari                                                                         |
| Kormányos négyes                                      | Olaszország (ITA) · Valerio Perentin · Giliante D'Este · Nicolò Vittori · Giovanni Delise · Renato Petronio                                                                        | Svájc (SUI) · Ernst Haas · Joseph Meyer · Otto Bucher · Karl Schwegler · Fritz Bösch                                                                                     | Lengyelország (POL) · Franciszek Bronikowski · Edmund Jankowski · Leon Birkholc · Bernard Ormanowski · Bolesław Drewek                                     |
| Nyolcas                                               | Egyesült Államok (USA) · Marvin Stalder · John Brinck · Francis Frederick · William Thompson · William Dally · James Workman · Hubert A. Caldwell · Peter Donlon · Donald Blessing | Nagy-Britannia (GBR) · Jamie Hamilton · Guy Oliver Nickalls · John Badcock · Donald Gollan · Harold Lane · Gordon Killick · Jack Beresford · Harold West · Arthur Sulley | Kanada (CAN) · Frederick Hedges · Frank Fiddes · John Hand · Herbert Richardson · Jack Murdoch · Athol Meech · Edgar Norris · William Ross · John Donnelly |